# Guillaume-Ferdinand Teissier
Pour les articles homonymes, voir Teissier.
Guillaume-Ferdinand Teissier est un fonctionnaire, historien et archéologue français né le 29 août 1779 à Marly-la-Ville (actuellement dans le Val-d'Oise) et mort à Carcassonne (Aude) le 3 février 1834. Il est inhumé dans cette ville au cimetière Saint-Vincent.

## Famille
Originaire d'Anduze, il est membre de la famille Teissier de Marguerittes dont sont notamment issus Jean-Antoine Teissier de Marguerittes, écrivain et homme politique, et Jean Teissier de Marguerittes, alias « colonel Lizé », résistant.

## Biographie
Il est successivement chef de division à la préfecture de la Moselle, conseiller de préfecture de la Moselle, sous-préfet de Toul, puis de Thionville (Moselle) de 1819 à 1830, sous-préfet à Saint-Étienne (Loire) de 1830 à 1832, puis préfet de l'Aude de 1832 à sa mort en 1834.
Il lui est attribuée (dans Gallica) une traduction anonyme parue en 1814 du livre publié anonymement aussi de :
.  Karol Fryderyk WOJDA (ou WOYDA), Moreau und sein letzter feldzug, eine historische squizze, von einem offizier seines Generalstabes, Tubingen, J. F. Cotta buchhandlung, 1801.
.  Moreau et sa dernière campagne, esquisse historique, par un officier de son Etat-major, à l'armée du Rhin, Paris, Thomine, libraire, et Metz, Devilly, Libraire, C. Lamort, Imprimeur, 1814.
Il est l'auteur de plusieurs ouvrages : 
- Essai philologique sur les commencemens de la typographie à Metz et sur les imprimeurs de cette ville. Charles Dosquet, Metz, 1828 (BNF 31440647). (réédité en 2009 par Kessinger Publishing  (ISBN 1120475163))
- Histoire de Thionville. Verronnais, Metz, 1828 (Prix de l'Institut royal de France)[5]. (BNF 31440648)
- Recherches sur l'étymologie des noms de lieu et autres, dans la sous-préfecture de Thionville, 1824.
- Recherches Sur la fête annuelle de la roue flamboyante de la Saint-Jean, à Basse-Kontz, 1823.
- Mémorial du garde-champêtre, ou instruction générale et méthodique sur les attributions du garde-champêtre, avec des modèles d'actes. 2e édition. ( la 1ère édition est de 1821). Metz, Ch. Dosquet, imprimeur du Roi et de la préfecture, 1829. ( présent dans Gallica).